# 3826 Handel
3826 Handel је астероид главног астероидног појаса са средњом удаљеношћу од Сунца која износи 2,240 астрономских јединица (АЈ).
Апсолутна магнитуда астероида је 13,7.